# Athetis leucopis
Athetis leucopis là một loài bướm đêm trong họ Noctuidae.